# 225P/LINEAR
225P/LINEAR (też LINEAR 26) – kometa krótkookresowa, należąca do rodziny Jowisza. Jest to także obiekt typu NEO. 

## Odkrycie
Kometa została odkryta 8 października 2002 roku w ramach programu obserwacyjnego LINEAR.

## Orbita komety i właściwości fizyczne
Orbita komety 225P/LINEAR ma kształt elipsy o mimośrodzie 0,66. Jej peryhelium znajduje się w odległości 1,19 j.a., aphelium zaś 5,9 j.a. od Słońca. Jej okres obiegu wokół Słońca wynosi 6,68 roku, nachylenie do ekliptyki to wartość 20,7˚.
Jądro tej komety ma rozmiary maks. kilku km.